# Münstertal/Schwarzwald
Münstertal/Schwarzwald település Németországban, azon belül Baden-Württembergben. Lakosainak száma 5117 fő (2023. december 31.).

## Népesség
A település népessége az elmúlt években az alábbi módon változott:
| Lakosok száma | 4587 | 5091 | 5110 | 5108 | 5136 | 5117 |
|               | 1975 | 2017 | 2019 | 2021 | 2022 | 2023 |